# Галактический ветер

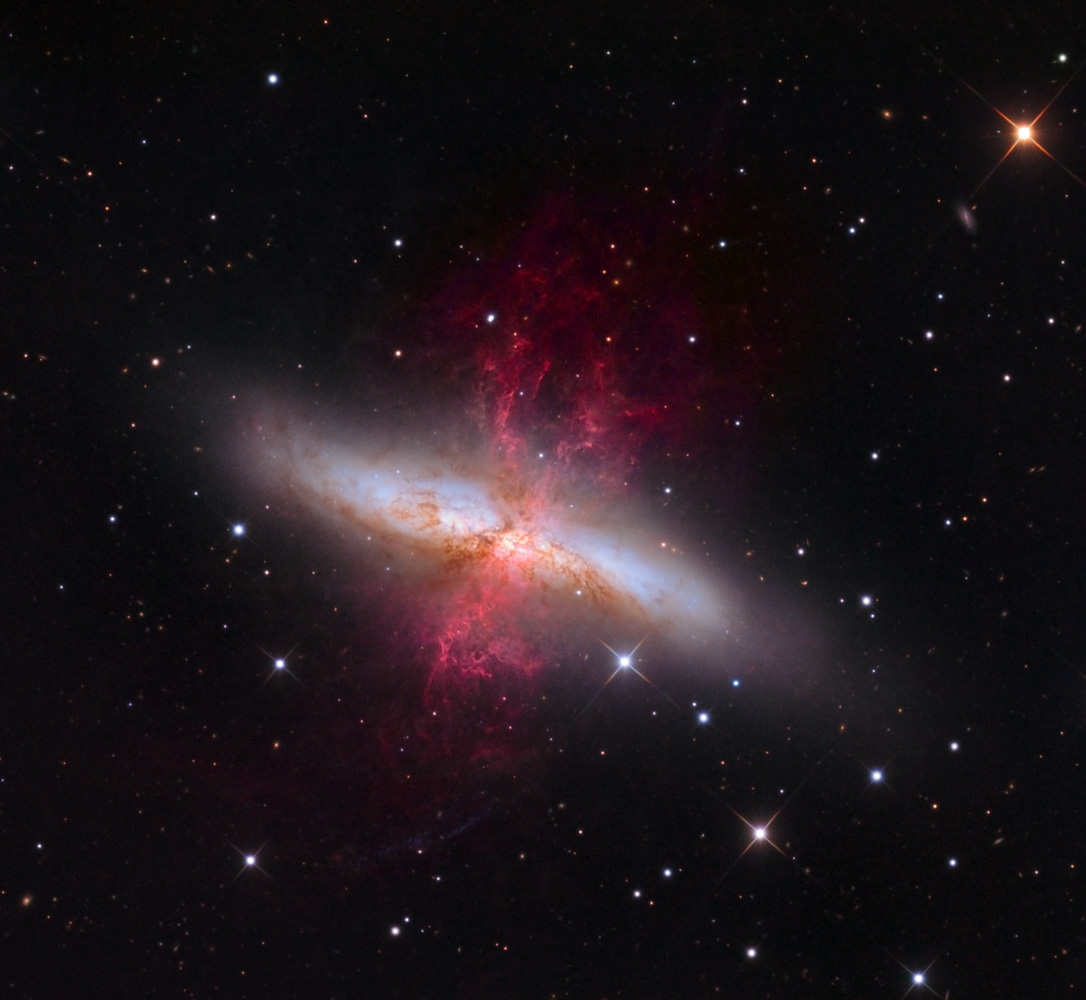
M82, галактика с активным звездообразованием, часто называемая «Галактика Сигара», считается обладающей мощным галактическим ветром.

Галактический ветер (англ. Galactic wind) — высокоскоростной звёздный ветер, возникающий под влиянием молодых массивных звёзд, спиральных волн плотности или в результате влияния сверхмассивных чёрных дыр. Обычно галактический ветер наблюдается в галактиках со вспышками звездообразования.
Галактический ветер представляет собой мощный звёздный ветер, состоящий из заряженных частиц, выбросов вещества и варьирующегося количества горячего и холодного газа, взаимодействующих с достаточной силой для того, чтобы кинетическая энергия выброшенного вещества переходила в тепловую энергию. В результате образуется большое количество быстро расширяющегося сверхнагретого газа, который может простираться на расстояния порядка размеров самой галактики. В галактиках с активными ядрами галактический ветер также может регулироваться сверхмассивными чёрными дырами.
Считается, что галактический ветер играет важную роль в эволюции галактики. Ветер является причиной выброса газа и другого вещества в гало галактики, а также способствует распространению металлов вокруг галактики. Галактический ветер также способен полностью выдуть вещество за пределы галактики в межгалактическую среду.

## Формирование галактического ветра
Галактический ветер, как предполагают теории, образуется в компактных галактиках со вспышками звездообразования, в которых темп формирования звёзд гораздо выше, чем в других типах галактик. Усиленный темп рождения звёзд приводит к мощному звёздному ветру в таких галактиках. Суперветер формируется, когда выбросы вещества при вспышках сверхновых или при мощном звёздном ветре сталкиваются, например, с ударной волной, при этом часть кинетической энергии переходит в тепловую. Такое преобразование энергии приводит к тому, что часть её выделяется в виде излучения и уносится из текущей области пространства. В свою очередь, это приводит к возникновению чрезвычайно горячих газовых пузырей, находящихся под существенно большим давлением, чем окружающая среда. Со временем область газа расширится и захватит другие частицы выброшенного газа, в дальнейшем увеличивая силу воздействия и размер расширяющейся области. Такой эффект нарастающего «снежного кома» приводит к усиленному звёздному ветру, газ в котором может простираться на всю ширину галактики. В статье Калифорнийского технологического института изложена теория, в которой предполагается, что суперветер потенциально может перемещаться со скоростью около нескольких тысяч километров в секунду в тот период, когда он достигает межгалактической среды.